# Kościół ewangelicki w Gutach
Kościół ewangelicki w Gutach – kościół w Trzyńcu, w dzielnicy Guty, w kraju morawsko-śląskim w Czechach, należący do miejscowego zboru Śląskiego Kościoła Ewangelickiego Augsburskiego Wyznania. 

## Historia
Pierwszy kościół ewangelicki w Gutach wybudowano w 1563 roku. W wyniku kontrreformacji został on jednak odebrany na rzecz parafii katolickiej w 1654 roku, w wierni gromadzili się na tajnych nabożeństwach w lasach.
Po wydaniu patentu tolerancyjnego w 1781 roku zostaje wybudowany kościół ewangelicki w Ligotce Kameralnej, dokąd zaczynają uczęszczać wierni z Gutów.
W 1882 założono cmentarz ewangelicki w Gutach, na którym 18 czerwca 1922 roku położono kamień węgielny pod budowę kaplicy cmentarnej. 12 sierpnia 1923 roku kaplica została poświęcona. 
Po powstaniu samodzielnego zboru na terenie miejscowości w 1950 roku następuje decyzja o przebudowie kaplicy na kościół. Dzisiejszy kształt kaplica uzyskała dzięki przebudowie z lat 1968–1969 z inicjatywy ówczesnego proboszcza Kazimierza Suchánka. Zostało poszerzone prezbiterium, a pod wieżą postawiono chór.